# Rayco García Dauta
Rayco García Dauta – noto solo come Rayco – (Las Palmas, 23 marzo 1987) è un ex calciatore spagnolo, di ruolo attaccante.

## Carriera
Dopo le giovanili nelle squadre filiali del Real Madrid ha cambiato squadre, raggiungendo il culmine nella stagione 2011-2012 quando ha giocato 6 partite nella Liga con il Rayo Vallecano.